# Salix abscondita
Salix abscondita là một loài thực vật có hoa trong họ Liễu. Loài này được Laksch. miêu tả khoa học đầu tiên.